# World Series of Poker 2015

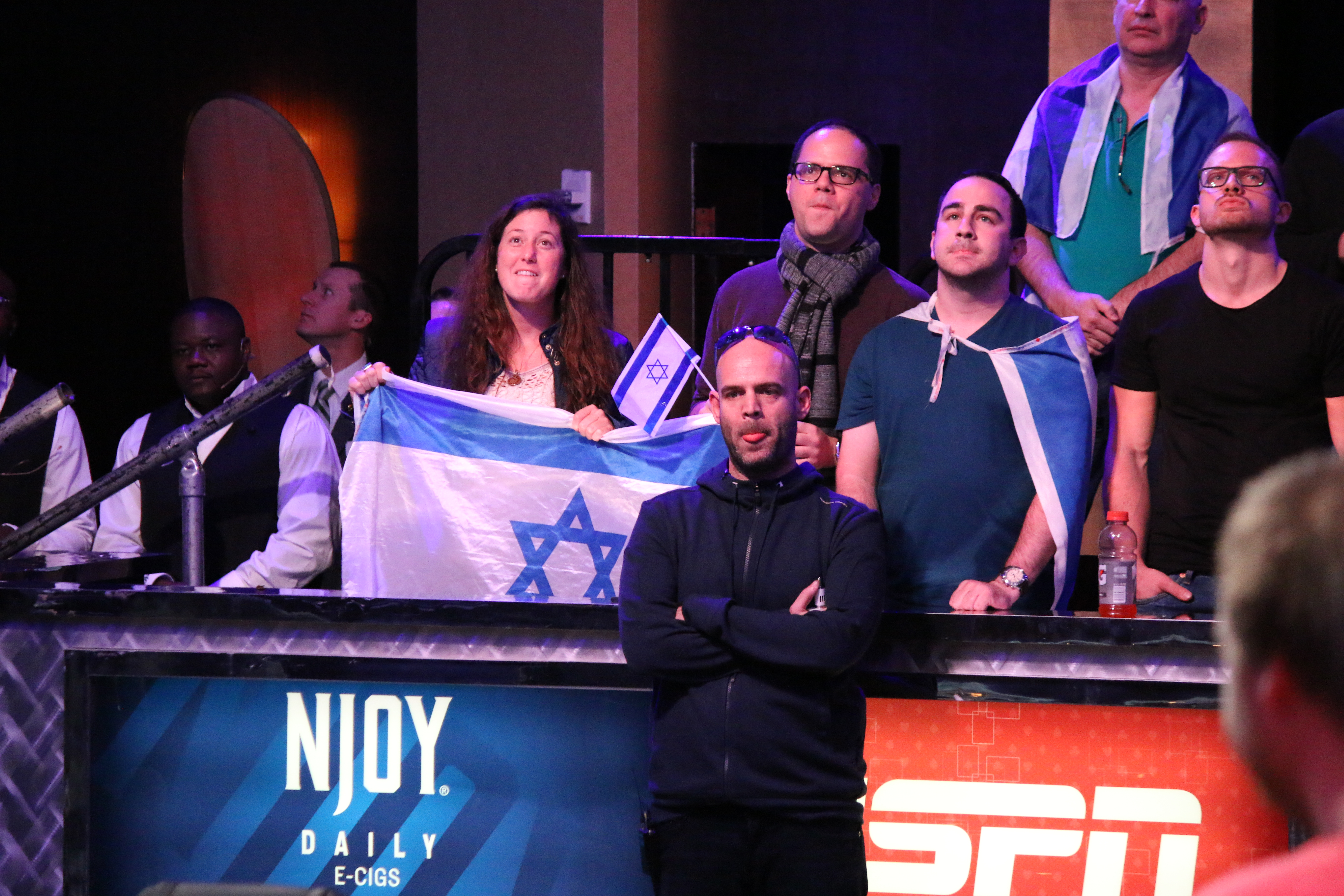
Zvi star à la table finale du Main Event des World Series of Poker 2015; à droite Martin Jacobson

Les World Series of Poker 2015 sont la 46e édition des World Series of Poker, qui se déroule en 2015. Tous les tournois se déroulent au Rio All Suite Hotel and Casino de Las Vegas.
Deux nouveautés sont introduites dans l'édition de 2015 : d'une part, l'organisation d'un tournoi en ligne ; d'autre part, le Colossus, un tournoi à 565 $ l'entrée qui a enregistré 22 374 inscriptions, devenant le plus gros tournoi de poker live jamais disputé à ce jour.

## Tournois
| #  | Tournoi                                                 | Inscrits | Gagnant              | Prix        | Second                    |
| -- | ------------------------------------------------------- | -------- | -------------------- | ----------- | ------------------------- |
| 1  | 565 $ Casino Employees No Limit Hold'em                 | 688      | Brandon Barnette     | 75 704 $    | Greg Seiden               |
| 2  | 5 000 $ No Limit Hold'em                                | 422      | Michael Wang (en)    | 466 120 $   | Bryn Kenney (en)          |
| 3  | 1 500 $ Omaha Hi-Lo 8 or Better                         | 918      | Robert Mizrachi (en) | 251 022 $   | Jacob Dahl                |
| 4  | 3 000 $ No Limit Hold'em Shootout                       | 308      | Nick Petrangelo      | 201 812 $   | Jason Les                 |
| 5  | 565 $ Colossus No Limit Hold'em                         | 22 374   | Cord Garcia          | 638 880 $   | Bradley McFarland         |
| 6  | 1 000 $ Hyper Hold'em                                   | 1 436    | John Reading         | 252 068 $   | Marc McDonnell            |
| 7  | 10 000 $ Limit 2-7 Triple Draw Lowball Championship     | 109      | Tuan Le              | 322 756 $   | Max Casal                 |
| 8  | 1 500 $ Pot-Limit Hold'em                               | 639      | Paul Michaelis       | 189 818 $   | Tom Marchese (en)         |
| 9  | 1 500 $ Razz                                            | 462      | Max Pescatori        | 155 947 $   | Ryan Miller               |
| 10 | 10 000 $ Heads-Up No Limit Hold'em Championship         | 128      | Keith Lehr (en)      | 334 430 $   | Paul Volpe (en)           |
| 11 | 1 500 $ Limit Hold'em                                   | 660      | William Kakon        | 196 055 $   | Daniel Needleman          |
| 12 | 1 500 $ No Limit Hold'em 6-Handed                       | 1 651    | Idan Raviv           | 457 007 $   | Iaron Lightbourne         |
| 13 | 2 500 $ Omaha/Seven Card Stud Hi-Lo 8 or Better         | 474      | Konstantin Maslak    | 269 612 $   | Hani Awad                 |
| 14 | 1 500 $ No Limit Hold'em Shootout                       | 1 000    | Barry Hutter         | 283 546 $   | Benjamin Zamani           |
| 15 | 10 000 $ Pot-Limit Hold'em Championship                 | 128      | Shaun Deeb (en)      | 318 857 $   | Paul Volpe (en)           |
| 16 | 1 500 $ Millionnaire Maker No Limit Hold'em             | 7 275    | Adrian Buckley       | 1 277 193 $ | Javier Zarco              |
| 17 | 10 000 $ Razz Championship                              | 103      | Phil Hellmuth        | 271 105 $   | Mike Gorodinsky (en)      |
| 18 | 1 000 $ Turbo No Limit Hold'em                          | 1 791    | John Gale            | 298 290 $   | Gary Luther               |
| 19 | 3 000 $ Limit Hold'em 6-Handed                          | 319      | Matthew Elsby        | 230 799 $   | Gabriel Nassif            |
| 20 | 1 500 $ No Limit Hold'em                                | 1 844    | Benjamin Zamani      | 460 640 $   | Natasha Barbour           |
| 21 | 10 000 $ Omaha Hi-Lo 8 or Better Championship           | 157      | Daniel Alaei (en)    | 391 097 $   | Kyle Miaso                |
| 22 | 1 000 $ No Limit Hold'em                                | 1 915    | Sam Greenwood        | 318 977 $   | Cole Jackson              |
| 23 | 1 500 $ No Limit 2-7 Draw Lowball                       | 219      | Christian Pham       | 81 314 $    | Daniel Ospina             |
| 24 | 1 500 $ H.O.R.S.E.                                      | 772      | Arash Ghaneian       | 239 750 $   | Robert Campbell           |
| 25 | 5 000 $ No Limit Hold'em 8-Handed                       | 493      | Jeffrey Tomlinson    | 567 724 $   | Pierre Milan              |
| 26 | 1 000 $ Pot-Limit Omaha                                 | 1 293    | Aaron Wallace        | 226 985 $   | Marko Neumann             |
| 27 | 10 000 $ Seven Card Stud Championship                   | 91       | Brian Hastings (en)  | 239 518 $   | Scott Clements (en)       |
| 28 | 1 500 $ Monster Stack No Limit Hold'em                  | 7 192    | Perry Shiao          | 1 286 942 $ | Eric Place                |
| 29 | 10 000 $ No Limit 2-7 Draw Lowball Championship         | 77       | Phil Galfond (en)    | 224 383 $   | Nick Schulman (en)        |
| 30 | 1 000 $ No Limit Hold'em                                | 2 151    | Ivan Luca            | 353 391 $   | Artur Rudziankov          |
| 31 | 3 000 $ Pot-Limit Omaha Hi-Lo 8 or Better               | 480      | Jeff Madsen (en)     | 301 413 $   | Jean-Marc Thomas          |
| 32 | 5 000 $ No Limit Hold'em 6-Handed                       | 550      | Jason Mercier        | 633,357 $   | Simon Deadman             |
| 33 | 1 500 $ Limit 2-7 Triple Draw Lowball                   | 388      | Benny Glaser (en)    | 136 215 $   | Brock Parker (en)         |
| 34 | 1 500 $ Split Format Hold'em                            | 873      | André Boyer          | 250 483 $   | Erwann Pécheux            |
| 35 | 3 000 $ H.O.R.S.E.                                      | 376      | Daniel Idema (en)    | 261 774 $   | Matt Vengrin              |
| 36 | 1 500 $ Pot-Limit Omaha                                 | 978      | Corrie Wunstel       | 266 874 $   | Kevin Saul (en)           |
| 37 | 10 000 $ No Limit Hold'em 6-Handed Championship         | 259      | Byron Kaverman       | 657 351 $   | Doug Polk (en)            |
| 38 | 3 000 $ No Limit Hold'em                                | 989      | Thiago Nishijima     | 338 414 $   | Sotirios Koutoupas        |
| 39 | 1 500 $ Ten-Game Mix                                    | 380      | Brian Hastings (en)  | 133 403 $   | Rostislav Tsodikov        |
| 40 | 1 000 $ Seniors No Limit Hold'em Championship           | 4 193    | Travis Baker         | 613 466 $   | Carl Torelli              |
| 41 | 10 000 $ Seven Card Stud Hi-Lo 8 or Better Championship | 111      | Max Pescatori        | 292 158 $   | Stephen Chidwick          |
| 42 | 1 500 $ Extended Play No Limit Hold'em                  | 1 914    | Adrian Apmann        | 478 102 $   | Yehoram Houri             |
| 43 | 1 000 $ Super Seniors No Limit Hold'em                  | 1 533    | Jon Andlovec         | 262 220 $   | Rodney H. Pardey (en)     |
| 44 | 50 000 $ The Poker Players Championship                 | 84       | Mike Gorodinsky (en) | 1 270 086 $ | Jean-Robert Bellande (en) |
| 45 | 1 500 $ No Limit Hold'em                                | 1 655    | Upeshka De Silva     | 424 577 $   | Dara O'Kearney            |
| 46 | 3 000 $ Pot-Limit Omaha 6-Handed                        | 682      | Vasili Firsau        | 437 575 $   | Nipun Java                |
| 47 | 2 500 $ No Limit Hold'em                                | 1 244    | Matt O'Donnell       | 551 941 $   | Timur Margolin            |
| 48 | 1 500 $ Seven Card Stud                                 | 237      | Eli Elezra (en)      | 112 591 $   | Benjamin Lazer            |
| 49 | 1 500 $ Pot-Limit Omaha Hi-Lo 8 or Better               | 815      | Young Ji             | 231 102 $   | Mark Dube                 |
| 50 | 10 000 $ Limit Hold'em Championship                     | 117      | Ben Yu (en)          | 291 456 $   | Jesse Martin              |
| 51 | 3 000 $ No Limit Hold'em 6-Handed                       | 1 043    | Justin Liberto       | 640 711 $   | Seamus Cahill             |
| 52 | 1 500 $ Dealers Choice                                  | 357      | Carol Fuchs (en)     | 127 735 $   | Ilya Krupin               |
| 53 | 10 000 $ Ladies No Limit Hold'em Championship           | 795      | Jacquelyn Scott      | 153 876 $   | Hope Williams             |
| 54 | 10 000 $ Pot-Limit Omaha Championship                   | 387      | Alexander Petersen   | 927 655 $   | Jason Mercier             |
| 55 | 1 500 $ Draftkings 50/50 No Limit Hold'em               | 1 123    | Brandon Wittmeyer    | 200 618 $   | Derek Gomez               |
| 56 | 5 000 $ Turbo No Limit Hold'em                          | 454      | Kevin McPhee         | 490 800 $   | Igor Yaroshevskyy         |
| 57 | 1 000 $ No Limit Hold'em                                | 2 497    | Takahiro Nakai       | 399 039 $   | Mel Wiener                |
| 58 | 111 111 $ High Roller for One Drop                      | 135      | Jonathan Duhamel     | 3 989 985 $ | Bill Klein (en)           |
| 59 | 1 500 $ No Limit Hold'em                                | 2 155    | Alex Lindop          | 531 037 $   | Aurélien Guiglini         |
| 60 | 25 000 $ High Roller Pot-Limit Omaha                    | 175      | Anthony Zinno        | 1 122 196 $ | Pakinai Lisawad           |
| 61 | 1 111 $ The Little One for One Drop                     | 4 555    | Paul Hoefer          | 645 969 $   | Mario Lopez               |
| 62 | 1 500 $ Bounty No Limit Hold'em                         | 2 178    | Jack Duong           | 333 351 $   | Vitezslav Pesta           |
| 63 | 10 000 $ H.O.R.S.E Championship                         | 204      | Andrew Barber        | 517 766 $   | Viacheslav Zhukov (en)    |
| 64 | 1 000 $ WSOP.com Online No Limit Hold'em                | 905      | Anthony Spinella     | 197 743 $   | Hunter Cichy              |
| 65 | 1 500 $ Seven Card Stud Hi-Lo 8 or Better               | 547      | Gerald Ringe         | 180,943 $   | Christopher Vitch         |
| 66 | 777 $ Lucky Sevens No Limit Hold'em                     | 4 422    | Connor Berkowitz     | 487 784 $   | John Armbrust             |
| 67 | 10 000 $ Dealers Choice Championship                    | 108      | Quinn Do (en)        | 319 792 $   | Rep Porter (en)           |
| 68 | 10 000 $ No Limit Hold'em Main Event                    | 6 420    | Joe McKeehen         | 7 683 346 $ | Joshua Beckley            |